# باشگاه فوتسال فرش آرا مشهد
باشگاه فوتسال فرش آرا مشهد یک باشگاه ایرانی فوتسال است که در مشهد تأسیس شده و در لیگ برتر فوتسال ایران بازی می‌کند.

## فصل به فصل
جدول زیر، دستاوردهای باشگاه را در مسابقات مختلف ثبت کرده‌است.
| فصل  | لیگ      | جایگاه                                    | حذفی                          | یادداشت |
| ---- | -------- | ----------------------------------------- | ----------------------------- | ------- |
| ۱۳۸۶ | دسته ۲   | rowspan=7 bgcolor= black\|                |                               |         |
| ۱۳۸۷ | دسته ۲   | bgcolor=99FF66\|راهیافته به پلی‌آف         |                               |         |
| ۱۳۸۷ | دسته ۱   | پنجم                                      | خرید مجوز آذرآب تبریز         |         |
| ۱۳۸۸ | دسته ۱   | سوم در گروه آ                             |                               |         |
| ۱۳۸۹ | دسته ۱   | دوم در گروه آ                             | راهیافته به پلی‌آف             |         |
| ۱۳۹۰ | لیگ برتر | هشتم                                      | به‌کارگیری علم و ادب در نیم‌فصل |         |
| ۱۳۹۱ | لیگ برتر | هشتم                                      |                               |         |
| ۱۳۹۲ | لیگ برتر | هفتم                                      | یک‌چهارم نهایی                 |         |
| ۱۳۹۳ | لیگ برتر | هفتم                                      |                               |         |
| ۱۳۹۴ | لیگ برتر | یازدهم                                    |                               |         |
| ۱۳۹۵ | لیگ برتر | نهم                                       |                               |         |
| ۱۳۹۶ | لیگ برتر | [[لیگ برتر فوتسال ایران لیگ برتر ۱۳۹۷ ششم |                               |         |

## بازیکنان

### بازیکنان اصلی[۲]
| شماره |       | پست | بازیکن             |
| ----- | ----- | --- | ------------------ |
| 10    | ایران |     | سعید سروری کاپیتان |
| 18    | ایران |     | مصطفی طیبی         |
| 16    | ایران |     | علی رحیمی دروازبان |
| 6     | ایران |     | میلاد قنبرزاده     |
| 7     | ایران |     | حامد عبداللهی      |
| 13    | ایران |     | هاشم فرج زاده      |

| شماره |                                                            | پست | بازیکن           |
| ----- | ---------------------------------------------------------- | --- | ---------------- |
|       | {{country data {{{nat}}}\|flagicon/core\|variant=\|size=}} |     | {{{name}}}       |
| 18    | ایران                                                      |     | بهمن جعفری       |
| 19    | ایران                                                      |     | علی ابراهیمی     |
| 20    | افغانستان                                                  |     | اکبر کاظمی       |
| 21    | ایران                                                      |     | محسن محمدزاده    |
| 73    | ایران                                                      |     | امین مجید پور    |
| 9     | ایران                                                      |     | محمد بیضایی نژاد |